# Ozicrypta sinclairi
Ozicrypta sinclairi là một loài nhện trong họ Barychelidae. Loài này phân bố ờ Queensland.